# Keizō Okayama
Keizō Okayama (岡山啓三?, Okayama Keizō; Tokyo, 10 aprile 1940) è un ex cestista giapponese.

## Carriera
Con il Giappone ha partecipato ai Campionati del mondo del 1963, segnando 29 punti in 4 partite.